# Adolf II van Schaumburg-Lippe
Adolf Bernhard Maurits Ernst Waldemar (Stadthagen, 23 februari 1883 — Zumpango, 26 maart 1936) was van 1911 tot 1918 de laatste vorst van Schaumburg-Lippe.
Hij was de zoon van vorst George en Maria Anne van Saksen-Altenburg, een nicht van Ernst I van Saksen-Altenburg. Als vorst, sinds de dood van zijn vader in 1911, liet hij bij Slot Bückeburg een vorstelijk mausoleum bouwen en gaf hij de opdracht voor verschillende bouwwerken in Bad Eilsen. Andere plannen werden verhinderd door de Eerste Wereldoorlog. In de Novemberrevolutie van 1918 trad hij evenals alle andere Duitse vorsten af (16 november), waarna Schaumburg-Lippe een vrijstaat werd.
Adolf sloot op 10 januari 1920 een morganatisch huwelijk met Ellen Bischoff-Korthaus, die eerder gehuwd was geweest met erfprins Eberwyn Ludwig zu Bentheim und Steinfurt. In de jaren '20 raakte hij verwikkeld in een financiële affaire met zijn tante Victoria, weduwe van zijn oom Adolf van Schaumburg-Lippe, in verband met haar omstreden nieuwe huwelijk met Aleksander Zoebkov.
Adolf en zijn vrouw kwamen op 26 maart 1936 om het leven toen hun vliegtuig boven Mexico neerstortte in een bergpas tussen de vulkanen Popocatépetl en Iztaccíhuatl. Bij het ongeluk kwamen in totaal 14 mensen om. Adolf werd als titulair hoofd van het huis Schaumburg-Lippe opgevolgd door zijn broer Ernst Walraad van Schaumburg-Lippe.
Filips I · Frederik Christiaan · Albert Wolfgang · Willem · Filips II · George Willem · Adolf I · George · Adolf II